# Eriocaulon longirostrum
Eriocaulon longirostrum är en gräsväxtart som beskrevs av Silveira och Wilhelm Willy Otto Eugen Ruhland. Eriocaulon longirostrum ingår i släktet Eriocaulon och familjen Eriocaulaceae. Inga underarter finns listade i Catalogue of Life.